# Batalla de Svensksund (1790)
La segunda batalla de Svensksund fue una batalla naval librada el 9 de julio de 1790 en Svensksund («rada sueca» en sueco), en el golfo de Finlandia, en la que se enfrentaron Suecia-Finlandia, al mando del rey Gustavo III, contra el Imperio ruso, dirigido por el comandante Charles von Nassau-Siegen. La batalla acabó en victoria sueca, que marcó el fin de la guerra ruso-sueca (1788-1790). 